# Bátori János (bihari ispán)
Bátori János (I. János) a Gutkeled nemzetségből. A Báthori-család alapítójának legidősebb fia, bihari ispán. Tőle származott a család somlyai ága.

## Élete
Bátori Bereck legidősebb fiaként született. Öccsei András váradi püspök Miklós székely ispán és Lökös voltak.
Kezdettől fogva I. Károly híve volt, 1312-ben harcolt a rozgonyi csatában, ahol két szerviense vesztette életét.
1315-ben Borsa Kopasz nádor fellázadt, de volt szerviensei, a Bátoriak kitartottak a király mellett.
1316-ban Bátori János óriási károkat szenvedett a harcokban, csak bátori szolgái közül 53-at megöltek.
Végül a debreceni csatában, Debreceni Dózsa ispán oldalán, katonái élén személyesen küzdve sikerült ellenfeleit legyőznie. A király hálából bihari ispánnak nevezte ki. Egy ideig gilvácsi várnagy volt, 1316 végén sikerrel védte meg a várat a lázadó Botthárd és Tamás fiakkal szemben, majd részt vett az erdélyi hadjáratokban.
Apjuk halála (1321) után Károly Róbert 1325-ben megerősítette őt és testvérét, Lököst apjuk birtokaiban. Ekkor megkapták Ecsed helységet is.
1330-ban Bereck fiai és utódai abban – a később úriszéknek nevezett – kiváltságban részesültek, hogy a birtokaikon élő népek felett a megyés ispán nem, csak ők bíráskodhattak, és akár halálos ítéletet is hozhattak.
1330-ban János testvérével, Lökössel együtt részt vett Károly Róbert I. Basarab havasalföldi fejedelem elleni hadjáratában, ami a posadai csatában katasztrofálisan végződött. Lökös meghalt, János pedig fogságba esett.
1332-ben névadó birtokuk, Bátor városa árumegállító és csütörtökre vonatkozó – 1381-ben már szerdára volt érvényes – vásártartási jogot kapott, mégsem ez, hanem a mocsarakkal körülvett, jobban védhető Ecsed lett később a család központi birtoka.
1334-ben a király engedélyt adott neki és Miklós testvérének, hogy Ecseden várat építsenek és azt Hűségnek nevezzék. Az Ecseden felépült vár köré rövid időn belül hatalmas uradalom alakult ki.
1335-ben a Gutkeled nemzetség Farkas ágától megszerzik a sárvármonostori kegyuraságot, mellyel együtt járt Szentmárton, Vállaj és Kálmánd helységek haszonélvezeti joga is.
1338-ban csere útján megszerzik Szaniszlót, 1341-ben Fábiánházát, 1348-ban elnyerik a királytól Mérket is.
1336–1339-ig szatmári ispán, egy ideig aradi ispán, 1343-ban bihari ispán volt.

## Családja
Három gyermeke született:
- István (I.), ága kihalt.
- György (II.) (1364) ága unokáiban és "kis unoka leányában", Katalinban halt ki.
- László (I.) 1351-ben Szabolcs vármegye főispánja volt. Neje a Pok nemzetségből származó Medgyesaljay Móricz leánya Anna volt, aki leánynegyede fejében Simon nevű testvérétől kapta a Kraszna vármegyében fekvő Somlyó helységet – ma Szilágysomlyó –, majd a birtokban I. László gyermekei megerősödve a Báthory-család ez ága felvette a Somlyói előnevet, ezzel I. László lett a Somlyói ág alapítója.